# サリカミシュ湖
サリカミシュ湖 (サリカミシュこ、、トルクメン語: Sarygamyş köli、ウズベク語: Sariqamish ko‘li / Сариқамиш кўли、カラカルパク語:Sariqamis kóli、英語: Sarygamysh Lake、ロシア語: Сарыкамы́шское озеро) は、トルクメニスタン北部、ウズベキスタンとの国境線上にある湖（塩湖）である。サリカミシュ湖は地理的にはカスピ海とアラル海をつなぐ中間地点に位置する。サリカミシュ湖の北西部分はウズベキスタン領内であり、残りの部分がトルクメニスタン領内に属している。
サリカミシュ湖はアラル海へと注ぎこむアムダリヤ川の分流であるウズボイ川が流れこむことで17世紀頃に出来上がった。
サリカミシュ湖の名前はトルクメン語で葦を意味する「sarykamysh」に由来している。

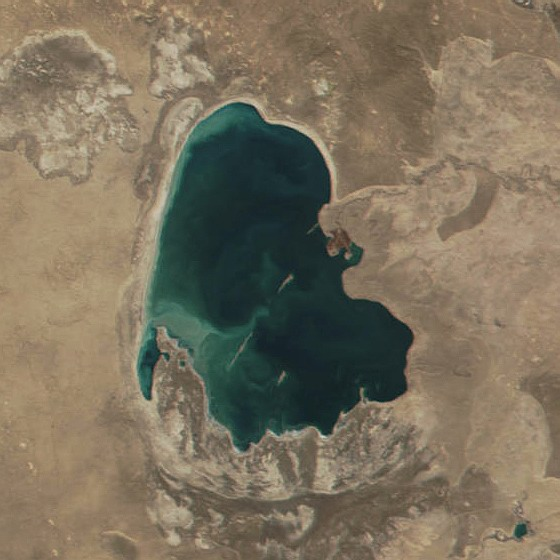
2001年12月 NASA